# Drobtinci
Drobtinci – miejscowość w Słowenii w gminie Apače.